# باب صباح (الحيمة الخارجية)

تعديل مصدري - تعديل

باب صباح هي إحدى قرى عزلة الجحادب بمديرية الحيمة الخارجية التابعة لمحافظة صنعاء، بلغ تعداد سكانها 116 نسمة حسب تعداد اليمن لعام 2004.